# Брінкум
Брінкум (нім. Brinkum) — громада в Німеччині, розташована в землі Нижня Саксонія. Входить до складу району Лер. Складова частина об'єднання громад Гезель.
Площа — 5,51 км2. Населення становить 823 ос. (станом на 31 грудня 2021).